# Pradolina Wisły (Płock)
Pradolina Wisły – jednostka pomocnicza gminy (osiedle) Płocka. Powierzchnia osiedla to 7,36 km². Osiedle zamieszkuje około 400 osób.
Osiedle jest położone na zachód od Kępy Ośnickiej.

## Komunikacja
ul. Dobrzykowska, Tokary - dojazd autobusami linii: 2, 140

## Ludność
| Rok     | 2000 | 2004 | 2005 |
| Ludność | 500  | 390  | 390  |